# Nadbużański Oddział Straży Granicznej
Nadbużański Oddział Straży Granicznej imienia 27 Wołyńskiej Dywizji Armii Krajowej – jeden z oddziałów Straży Granicznej z siedzibą w Chełmie.

## Formowanie i zmiany organizacyjne

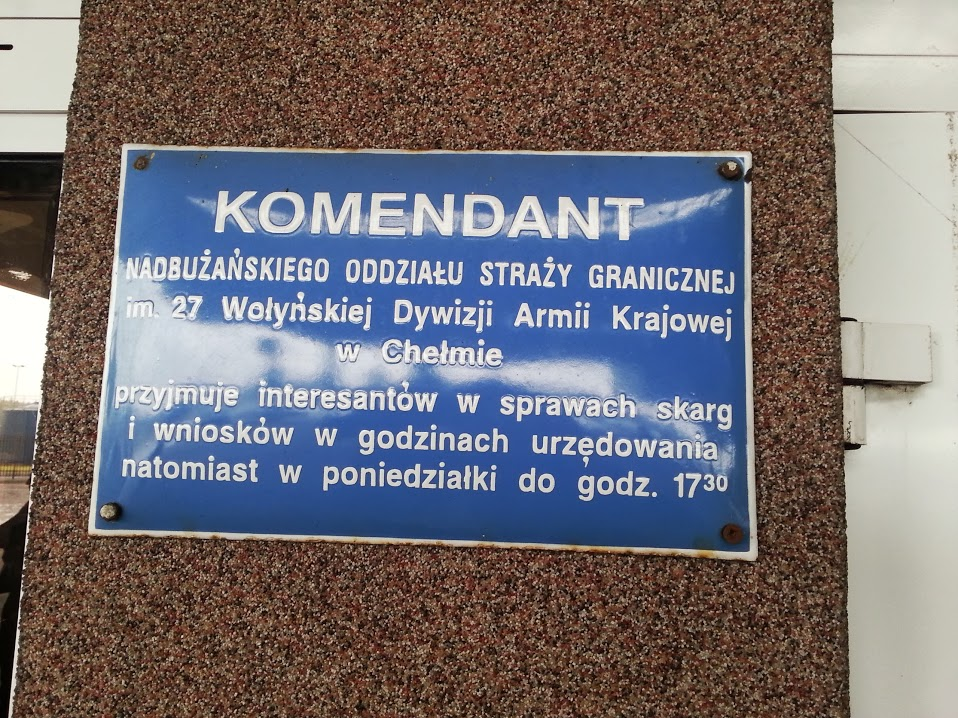
Tabliczka informacyjna Nadbużańskiego Oddziału Straży Granicznej w Terespolu

14 lutego 1991 Komendant Główny Straży Granicznej na podstawie art. 6 w związku z art. 5 ust. 1 i 5 ustawy z dnia 12 października 1990 roku o Straży Granicznej utworzył Komendę Oddziału Straży Granicznej w Chełmie. Powierzył do ochrony odcinek granicy państwowej od znaku granicznego nr 677 włącznie do znaku granicznego nr 1346 włącznie o długości 457 km 640 m. Nadbużański Oddział Straży Granicznej powołany został 7 maja 1991 roku na bazie rozformowano 15 maja 1991 roku Nadbużańskiego Batalionu WOP.
Zarządzeniem nr 019 Komendanta Głównego SG z dnia 30 kwietnia 1991 roku w sprawie zorganizowania Oddziału SG w Chełmie oraz przeorganizowania Oddziałów SG w Białymstoku i Przemyślu w maju 1991 roku została podjęta decyzja o wydłużeniu na północy odcinka oddziału do linii rzeki Bug. W następstwie tej decyzji od Podlaskiego Oddziału SG w Białymstoku przyjęto graniczne jednostki organizacyjne w Janowie Podlaskim, Terespolu i Sławatyczach.
Decyzją nr 1 Komendanta Głównego Straży Granicznej z dnia 18 września 1991 roku nadano Nadbużańskiemu Oddziałowi Straży Granicznej w Chełmie imię „27 Wołyńskiej Dywizji Armii Krajowej” oraz sztandar.
Zarządzeniem nr 64 Komendanta Głównego Straży Granicznej z dnia 2 listopada 2010 roku określono i wprowadzono symbol Nadbużańskiego Oddziału Straży Granicznej.

## Zasięg terytorialny
W terytorialnym zasięgu działania oddziału, terenowymi organami Straży Granicznej byli komendant oddziału, komendanci strażnic i granicznych placówek kontrolnych, a po reorganizacji w 2004 roku jest komendant oddziału i komendanci placówek.
Z dniem 12 stycznia 2002 roku zasięg terytorialny oddziału obejmuje województwo lubelskie
i powiat łosicki wchodzący w skład województwa mazowieckiego.

## Struktura organizacyjna
W 1991 roku Nadbużańskiemu Oddziałowi Straży Granicznej podlegały:
- Strażnica SG w Lubyczy Królewskiej im. mjr. Tadeusza Kuncewicza (do 02.03.2001)[13]
- Strażnica SG w Łaszczowie (od 05.05.1994[14]–24.08.2005[15])
- Strażnica SG w Dołhobyczowie
- Strażnica SG w Hrubieszowie
- Strażnica SG w Dorohusku
- Strażnica SG w Zbereżu (od 27.11.1992[16]–24.08.2005[17])
- Strażnica SG we Włodawie
- Strażnica SG w Sławatyczach
- Strażnica SG w Terespolu
- Strażnica SG w Janowie Podlaskim
- Graniczna Placówka Kontrolna SG w Hrubieszowie
- Graniczna Placówka Kontrolna SG w Hrebennem
- Graniczna Placówka Kontrolna SG w Dorohusku
- Graniczna Placówka Kontrolna SG w Sławatyczach (21.01.1995[18]–24.08.2005[17])
- Graniczna Placówka Kontrolna SG w Terespolu.

Od 2003 roku funkcjonowanie Nadbużańskiego Oddziału Straży Granicznej regulowało Zarządzenie nr 31 Komendanta Głównego Straży Granicznej z dnia 16 września 2003 roku w sprawie nadania regulaminu organizacyjnego Komendzie Nadbużańskiego Oddziału Straży Granicznej im. 27 Wołyńskiej Dywizji Armii Krajowej w Chełmie (Dz. Urz. KGSG Nr 4, poz. 37) z późniejszymi zmianami.
Od 24 sierpnia 2005 roku w miejsce dotychczas funkcjonujących strażnic oraz granicznych placówek kontrolnych utworzono placówki Straży Granicznej. Funkcjonariusze i pracownicy pełniący służbę i zatrudnieni w strażnicach oraz granicznych placówkach kontrolnych Straży Granicznej stali się odpowiednio funkcjonariuszami i pracownikami placówek Straży Granicznej.
Od 14 kwietnia 2014 roku funkcjonowanie Nadbużańskiego Oddziału Straży Granicznej reguluje Zarządzenie nr 45 Komendanta Głównego Straży Granicznej z dnia 11 kwietnia 2014 roku w sprawie nadania regulaminu organizacyjnego Komendzie Nadbużańskiego Oddziału Straży Granicznej imienia 27 Wołyńskiej Dywizji Armii Krajowej w Chełmie (Dz. Urz. 2014.43).
Komendą Oddziału kieruje Komendant Oddziału przy pomocy zastępców Komendanta Oddziału,
głównego księgowego oraz kierowników komórek organizacyjnych komendy oddziału. 
W skład komendy oddziału wchodzą komórki organizacyjne, o których mowa poniżej oraz Zespół Stanowisk Samodzielnych.
Zespół Stanowisk Samodzielnych, w skład którego wchodzą radca prawny i kapelan, jest bezpośrednio nadzorowany przez Komendanta Oddziału. 
Komórkami organizacyjnymi komendy oddziału są:
- Wydział Graniczny;
- Wydział Operacyjno-Śledczy;
- Wydział do Spraw Cudzoziemców;
- Wydział Organizacji i Promocji;
- Wydział Łączności i Informatyki;
- Wydział Kadr i Szkolenia;
- Pion Głównego Księgowego;
- Wydział Techniki i Zaopatrzenia;
- Wydział Zabezpieczenia Działań;
- Wydział Ochrony Informacji;
- Wydział Nadzoru i Kontroli;
- Służba Zdrowia Nadbużańskiego Oddziału Straży Granicznej z siedzibą w Chełmie;
- Wydział Analiz, Informacji i Współpracy Międzynarodowej;
- Zespół Prasowy;
- Zespół Audytu Wewnętrznego.

Placówki Nadbużańskiego Oddziału Straży Granicznej:
- Placówka Straży Granicznej w Janowie Podlaskim
- Placówka Straży Granicznej w Kodniu
- Placówka Straży Granicznej w Dołhobrodach im. ppor. Jana Bołbotta[22]
- Placówka Straży Granicznej we Włodawie im. gen. Nikodema Sulika[22]
- Placówka Straży Granicznej w Zbereżu im. gen. Wilhelma Orlik-Rückemanna[23]
- Placówka Straży Granicznej w Skryhiczynie im. gen. Jana Wojciecha Kiwerskiego[22]
- Placówka Straży Granicznej w Kryłowie
- Placówka Straży Granicznej w Dołhobyczowie
- Placówka Straży Granicznej w Lubyczy Królewskiej im. płk. Wojciecha Wójcika[24]
- Placówka Straży Granicznej w Horodle im. mjr. Tadeusza Persza[22]
- Placówka Straży Granicznej w Woli Uhruskiej
- Placówka Straży Granicznej w Chłopiatynie
- Placówka Straży Granicznej w Terespolu
- Placówka Straży Granicznej w Dorohusku
- Placówka Straży Granicznej w Sławatyczach
- Placówka Straży Granicznej w Hrubieszowie
- Placówka Straży Granicznej w Hrebennem
- Placówka Straży Granicznej w Bohukałach
- Placówka Straży Granicznej w Lublinie
  - obsługuje ruch graniczny w Porcie lotniczym Lublin-Świdnik
  - Grupa Zamiejscowa w Zamościu
- Placówka Straży Granicznej w Białej Podlaskiej
  - Ośrodek strzeżony dla cudzoziemców w Białej Podlaskiej.

## Komendanci Nadbużańskiego OSG
- płk dypl. Józef Biedroń (7 maja 1991 – 6 listopada 2000)
- gen. bryg. SG Marek Dominiak (7 listopada 2000 – 25 lipca 2007)
- płk SG Wiesław Świętosławski (26 lipca 2007 – 2 kwietnia 2009)
- płk SG Marian Pogoda (3 kwietnia 2009 – 10 kwietnia 2011)
- gen. bryg. SG Jarosław Frączyk (11 kwietnia 2011 – 2 października 2014)
- płk SG Waldemar Skarbek (3 października 2014 – 16 października 2015)
- gen. bryg. SG Wojciech Skowronek (16 październik 2015 - 22 sierpnia 2017)
- gen. bryg. SG Jacek Szcząchor (23 sierpnia 2017 – nadal)[25]

## Przekształcenia
7 Oddział Ochrony Pogranicza → 7 Lubelski Oddział WOP → 13 Brygada Ochrony Pogranicza → 23 Brygada WOP → Grupa Manewrowa WOP Tomaszów (Chełm) Lubelski «» Samodzielny Oddział Zwiadowczy WOP Tomaszów (Chełm) Lubelski → 23 Oddział WOP → 23 Chełmski Oddział WOP → Nadbużańska Brygada WOP → Nadbużański Batalion WOP → Nadbużański Oddział Straży Granicznej